# RechargeIT

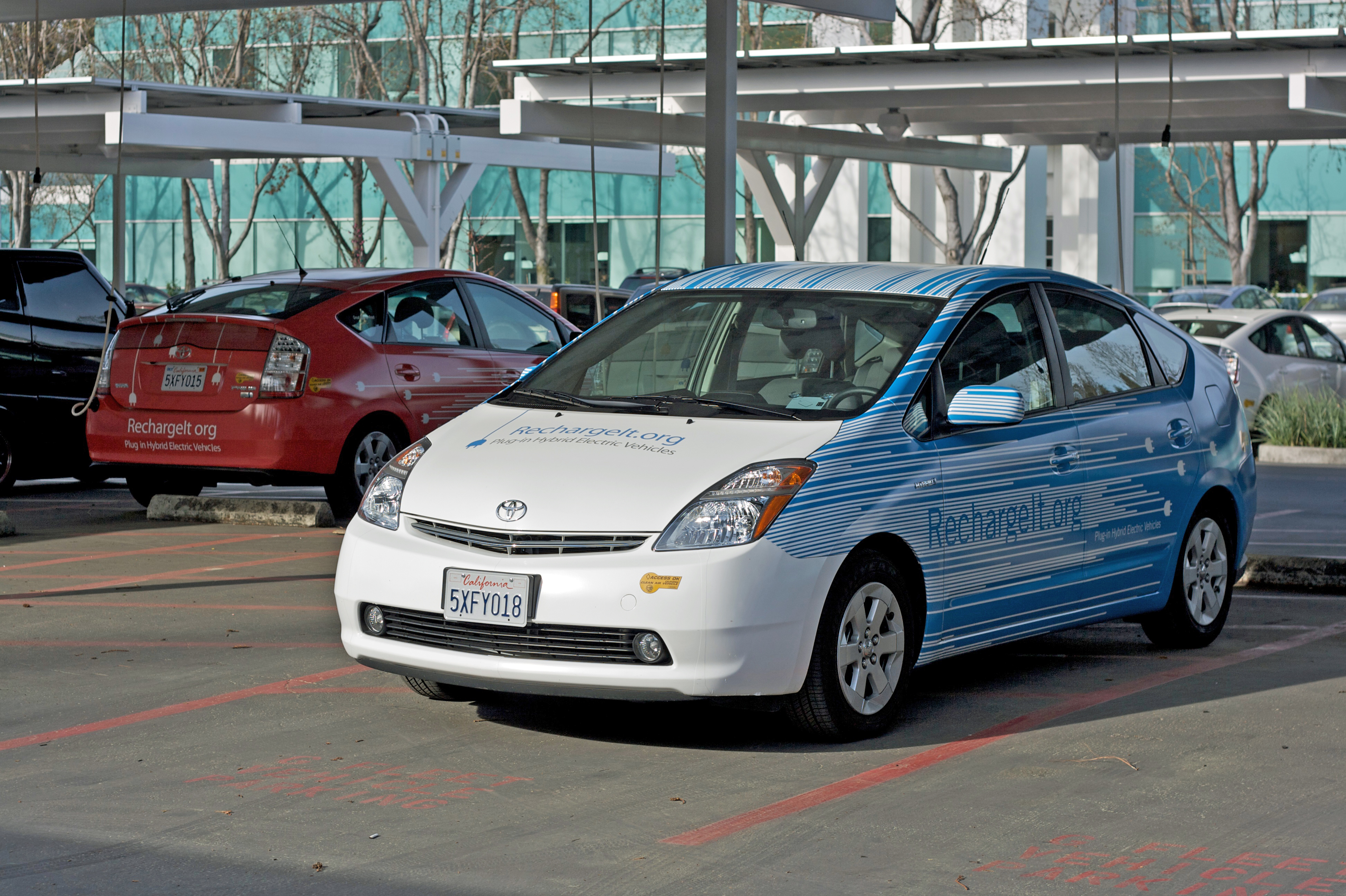
トヨタ・プリウスを変換したRechargeITプラグインハイブリッド。Googleのマウンテンビュー構内にて。

RechargeIT（リチャージIT）は、Googleの慈善事業部門Google.orgの5つのイニシアティブの1つ。プラグインEVの採用の加速化によるCO2 排出の低減、石油使用の削減、電力送電網の安定化を目的に創出された。

## 沿革

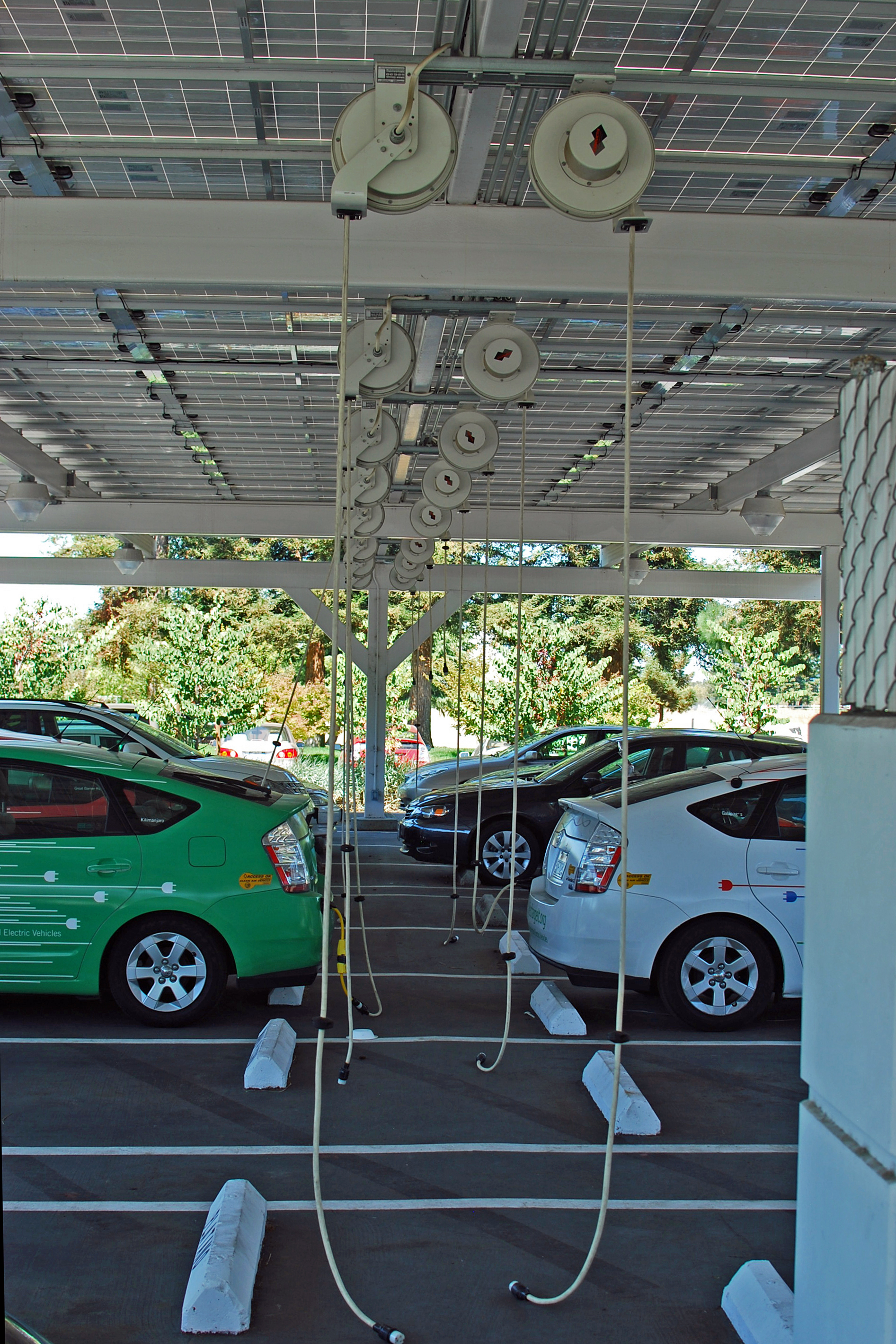
RechargeIT充電ステーションは、変換したプラグインハイブリッドカー向けに設計されたGoogleのマウンテンビュー構内のガレージで利用できる。

RechargeITイニシアティブは2007年6月に公表された。プログラムの一部として、Google.orgはUS$100万の助成金を既に供給し、プラグインハイブリッド、完全な電気自動車、それらに関連した自動車と電力網の連系（V2G）技術の開発、採用、商業化に資金提供をする提案に対してUS$1000万を拠出する計画を発表した。 プログラムの一部としてGoogleはパシフィック・ガス・アンド・エレクトリック・カンパニーとの間に、エネルギー管理のソフトウェアを開発するパートナーシップを構築した。
このイニシアティブの発表とともに、Googleはこの会社がエコロジカル・フットプリントを低減するため、またクリーンな太陽光の電力でプラグインに電力供給するために、カリフォルニア州マウンテンビュー本社が太陽光パネル設置に移行したことも発表した。1.6メガワットのこのプロジェクトはアメリカ合衆国のあらゆる会社の構内で当時最大の太陽光施設になり、世界のあらゆる会社のサイトで最大の1つになった。
このイニシアティブの実際の展開は2008年1月に行われた。

## Googleのカーシェアリングプログラム
2010年初頭までにGoogleのマウンテンビュー構内は、充電ステーションが100か所あり、それはフリーカーシェアリングプログラムを通じて従業員が利用できる変換したプラグインハイブリッドの共同利用車向けであり、またテスラ・ロードスター電気自動車を通勤に運転する従業員向けである。 その電力の発電には太陽光パネルが使用され、この試験的プログラムは毎日の監視を行い、性能の結果はRechargeITのウェブサイトで公開されている。

## 走行実験
Google従業員が変換プラグインで運転した2年間の収集データに加えて、RechargeITは、従来型ガソリン車3台、通常のハイブリッド車2台、プラグインに変換したフォード・エスケープ・ハイブリッドとトヨタ・プリウスの2台を使用して、管理された試験を開始した。変換したプラグインの7週間にわたる走行実験の結果によると、全走行を通した平均燃費はUSガロンあたり93.5マイル (2.52 L/100 km; 112.3 mpg-imp)、市街地走行はUSガロンあたり115.1マイル (2.044 L/100 km; 138.2 mpg-imp) であり、それは実験をした全ての走行条件の最大値に達した。 以下は7週間にわたる走行実験の結果の概要。
| RechargeIT走行実験結果 ガロンあたりマイルの平均 |                              |                |                  |                                    |                  |                                               |                             |
|                                                 | 内燃機関                     | 内燃機関       | 内燃機関         | ハイブリッド                       | ハイブリッド     | 変換プラグインハイブリッド                    | 変換プラグインハイブリッド  |
| 走行の種類                                      | フォード・エクスペディション | トヨタ・シエナ | トヨタ・カローラ | フォード・エスケープ・ハイブリッド | トヨタ・プリウス | フォード・エスケープ・ハイブリッド プラグイン | トヨタ・プリウス プラグイン |
| 全走行の平均                                    | 14.2                         | 20.3           | 30.8             | 32.2                               | 48.4             | 49.1                                          | 93.5                        |
| 市街地走行の平均                                | 11.8                         | 17.8           | 26.6             | 31.2                               | 47.3             | 45.9                                          | 115.1                       |
| 市街地/幹線道路走行の組み合わせの平均           | 14.9                         | 20.4           | 31.4             | 31.6                               | 46.4             | 52.0                                          | 101.9                       |
| 幹線道路走行の平均                              | 18.6                         | 25.2           | 39.0             | 34.4                               | 53.1             | 51.1                                          | 68.7                        |